# Atomik Framework
Atomik framework est un kit de construction de logiciels (framework) développé en PHP et disponible sous licence MIT.
Il n'est plus maintenu depuis décembre 2014.

## Créateur
Il a été créé par Maxime Bouroumeau-Fuseau.

## Fonctionnalités
Liste non exhaustive :
- Support des :  
  - helpers ;
  - layouts ;
- Messages flash ;
- Capture des erreurs ;
- Support des pluggins.

## Configuration requise
Un serveur HTTP. Apache avec le module « mod_rewrite » installé. PHP 5.3 ou plus.